# Marsilius af Inghen
Marsilius af Inghen (ml. 1335 og 1340 ved Nijmegen i det østlige Nederland, død 20. august 1396 i Heidelberg) var fra 1362 til 1378 magister ved universitetet i Paris og fra 1386 til 1396 ved universitetet i Heidelberg. Han skrev flere kommentarer til Aristoteles' værker om logik, naturfilosofi og metafysik, og han havde et nominalistisk standpunkt i universaliestriden.
Han var rektor for universitetet i Paris i 1367 og 1371. 
Efter 1379 kan navnet Marsilius af Inghen ikke længere spores i universitets optegnelser i Paris. Formodentlig blev han offer for skismaet i kirken 1378-1414, hvor der var en række modpaver i både Avignon og Pisa.
Fra 1386 var Marsilius magister ved univeritetet i Heidelberg som han havde været med til at stifte og som han var rektor for ni gange.